# 南非连接航空
南非连接航空（英語：Airlink）是一間南非的航空公司，曾是星空聯盟的成員，現與南非航空和南非快運航空之間仍保持各種合作關係。

## 歷史
南非连接航空成立於1995年和納入了一系列的航空公司：中部航空（成立於1967年）、Lowveld航空服務、馬格南航空、邊界航空，城市航空和鏈接航空。它有一個49％的市場是在津巴布韋空中連結和40％的市場是在斯威士蘭空中連結。在1997年，航空公司加入南非航空和南非航空快運的戰略聯盟，並更名為南非连接航空，但這種夥伴關係於2006年初停止。

## 目的地
以下是南非连接航空的目的地（2005年3月）：
- 約翰內斯堡至貝拉、布拉瓦約、喬治、Mafikeng、馬拉馬拉、曼齊尼、馬蓋特、馬塞盧、Mthatha、恩多拉、內爾斯普雷特、帕拉博魯瓦、彼得馬里茨堡、波洛和阿平頓。
- 德班至布隆方丹、東倫敦、喬治、馬普托和內爾斯普雷特。
- 開普敦至喬治、金伯利、Lanseria、內爾斯普雷特、太陽城和阿平頓。
- 伊利莎白港至布拉瓦約和東倫敦。
- 約翰內斯堡至聖赫勒拿島

## 機隊

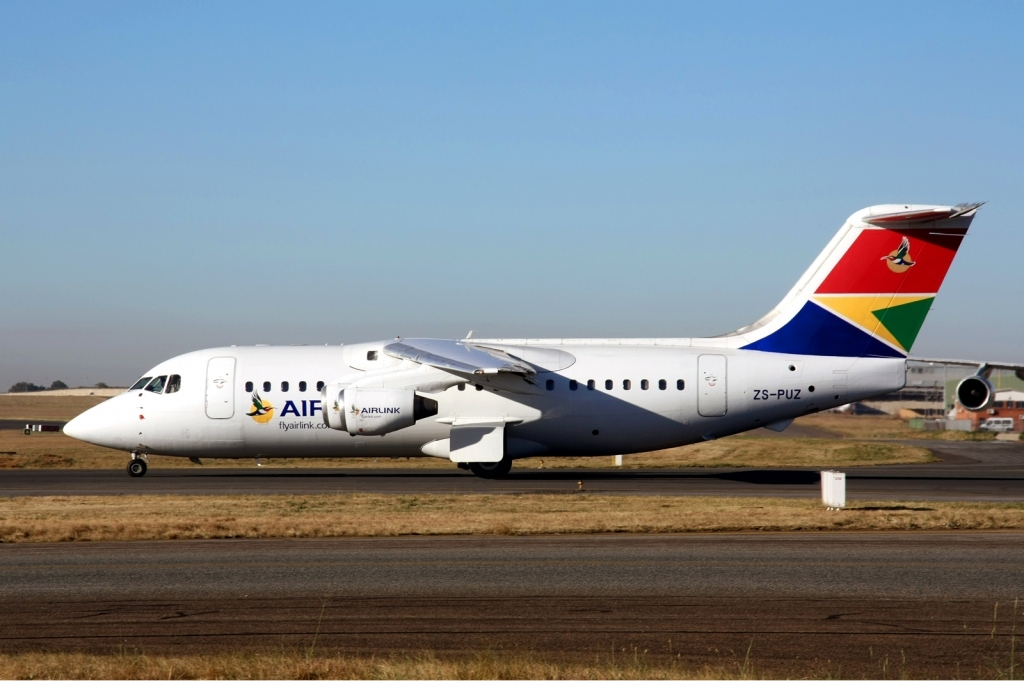
南非连接航空阿弗羅 RJ85

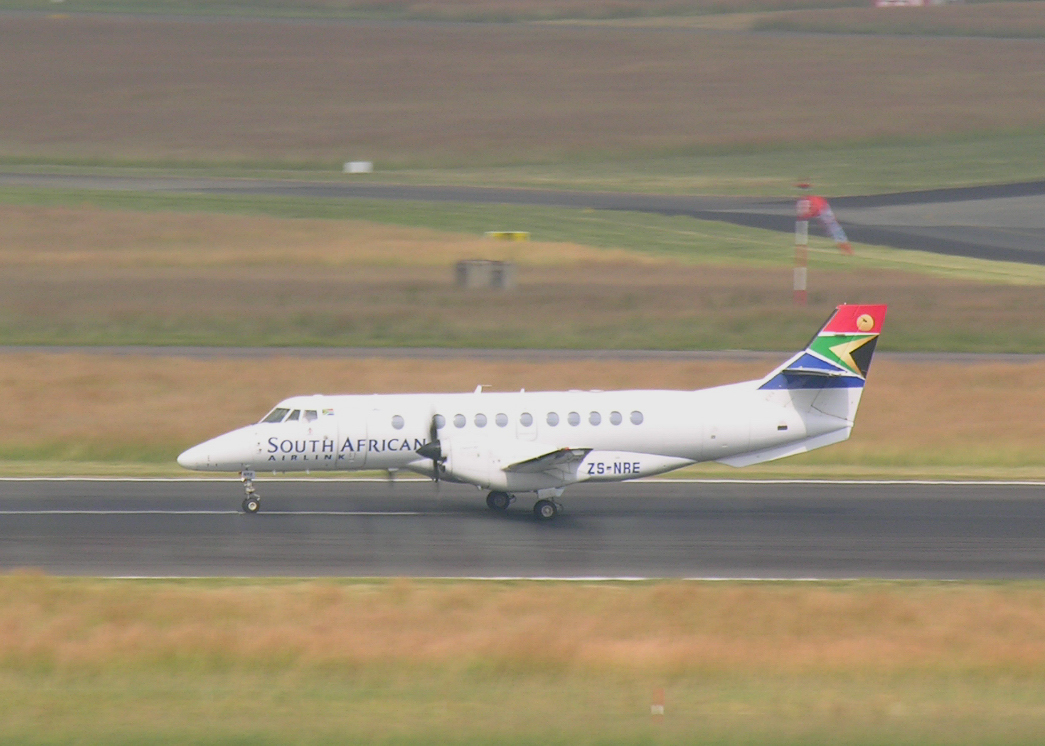
南非连接航空捷流-41

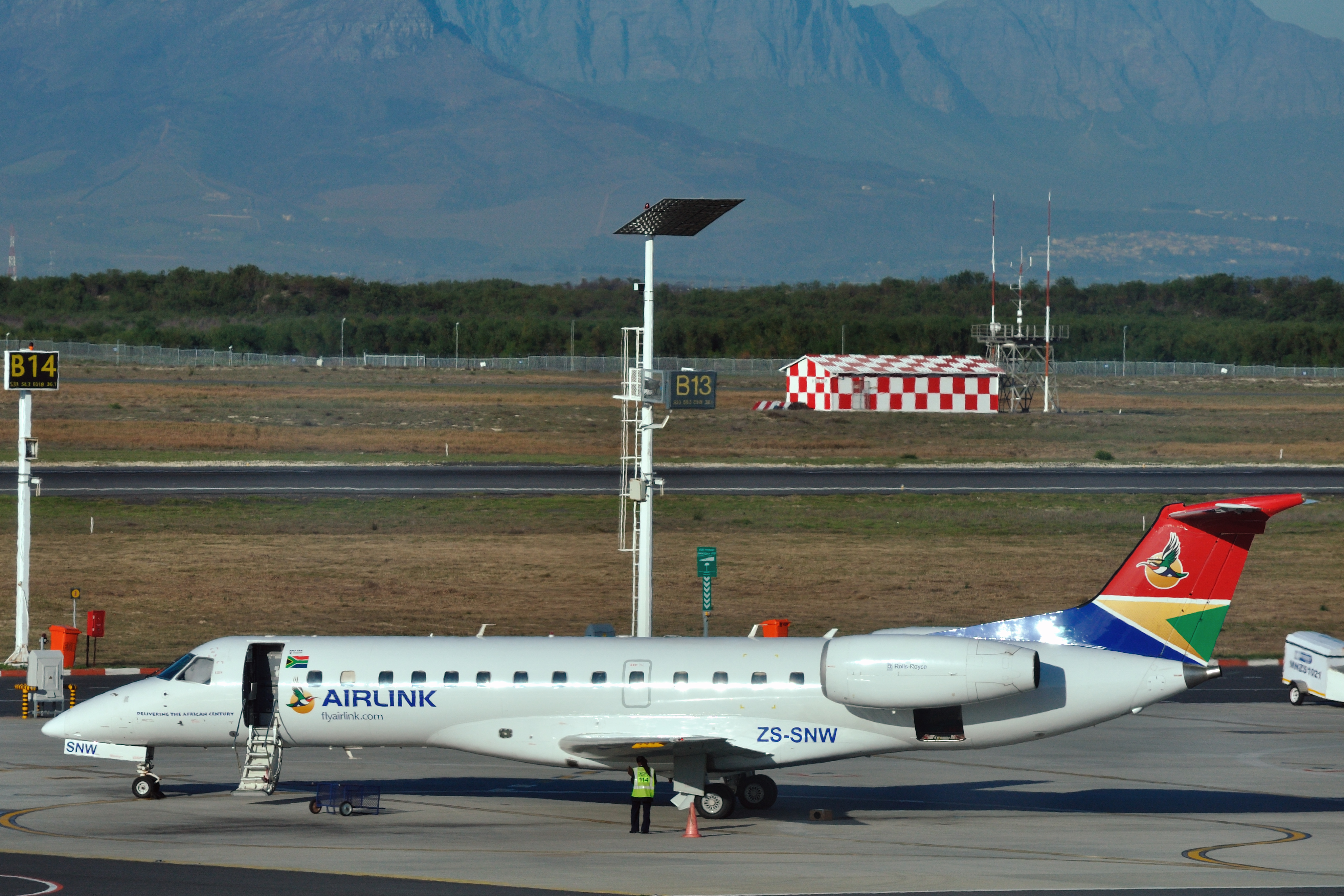
南非航空連結ERJ-135LR

以下是南非连接航空的機隊（2008年9月24日）：
- 1 阿弗羅 RJ85（由薩法航空租賃）
- 4 BAe 146-200 [3]
- 5 Embraer ERJ 135LR
- 12 捷流-41

訂購中：2 Embraer E170-100LR
在2008年9月24日，南非连接航空機隊的平均機齡是14.3年。

## 備註
1. ↑  這個不是日本的中部航空
2. ↑  .   [2009-03-15]. （原始内容存档于2012-03-14）.
3. ↑  .   [2009-03-15]. （原始内容存档于2008-02-09）.
4. ↑  .   [2009-03-15]. （原始内容存档于2009-11-10）.

## 外部連結
- 官方網站（页面存档备份，存于）
- 南非连接航空的機隊